# Periquito-de-bochecha-parda
Periquito-de-garganta-castanha ou periquito-de-bochecha-parda (Eupsittula pertinax) é uma espécie de ave da família Psittacidae.
Pode ser encontrada nos seguintes países: Aruba, Barbados, Brasil, Colômbia, Costa Rica, Curaçau, Dominica, Guiana Francesa, Guiana, México, Panamá, Porto Rico, Suriname, Venezuela e nas Ilhas Virgens Americanas.
Os seus habitats naturais são: florestas secas tropicais ou subtropicais, florestas subtropicais ou tropicais húmidas de baixa altitude e matagal árido tropical ou subtropical.